# Sông Soài Rạp
Sông Soài Rạp hay Xoài Rạp là một phân lưu của hệ thống sông Sài Gòn - sông Đồng Nai .

## Dòng chảy
Sông được bắt đầu từ đoạn xã Phú Xuân, huyện Nhà Bè và xã Bình Khánh, huyện Cần Giờ theo hướng nam đổ ra Biển Đông tại cửa Soài Rạp, và làm ranh giới tự nhiên giữa các huyện Cần Giờ và Nhà Bè, giữa Cần Giờ và Cần Giuộc (Long An), giữa Cần Giờ và Gò Công Đông (Tiền Giang).
Sông có chiều dài khoảng 40 km, khúc rộng nhất của sông khoảng 3 km nằm phía hạ lưu nơi ranh giới giữa xã Lý Nhơn, huyện Cần Giờ và xã Gia Thuận, huyện Gò Công Đông.

## Thủy vận
Ngày 21 tháng 6 năm 2014, dự án nạo vét sông Soài Rạp giai đoạn 2, vay vốn ODA của Chính phủ Bỉ kết thúc. Sông Soài Rạp đã được nạo vét đến độ sâu 9m và cảng Hiệp Phước trên luồng sông Soài Rạp đã đón được tàu 50.000 tấn. Trong tương lai, lòng sông tiếp tục được nạo vét đến độ sâu 12m để cảng Hiệp Phước sẽ đón được tàu 70.000 tấn, xứng tầm hệ thống cảng biển quốc tế lớn và hiện đại của Việt Nam nằm trên luồng sông này nhằm thay thế cho hệ thống cảng Sài Gòn cũ.

## Cầu qua sông
- Cầu Cần Giờ, nối huyện Nhà Bè, Thành phố Hồ Chí Minh và Cần Giờ, Thành phố Hồ Chí Minh (dự án)
- Cầu Bình Khánh, nối huyện Nhà Bè, Thành phố Hồ Chí Minh và Cần Giờ, Thành phố Hồ Chí Minh (đã khởi công)